# Baureihe 221
De Baureihe 221, tot 1968 bekend als V 200.1, is een dieselhydraulische locomotief bestemd voor personenvervoer en goederenvervoer van de Deutsche Bundesbahn (DB).

## Geschiedenis
In aansluiting op Baureihe 220 werd door Krauss-Maffei in München een serie van 50 locomotieven met onder meer sterkere motoren voor de Deutsche Bundesbahn gebouwd. Deze locomotieven werden hoofdzakelijk voor sneltreinen ingezet.
Ook werden een aantal locomotieven verkocht aan:
- de Griekse spoorwegmaatschappij Organismos Sidirodromon Ellados (OSE) als A.410
- en onder meer de Italiaanse spoorwegmaatschappij Ferrovie Emilia Romagna (FER)

Enkele aan de Organismos Sidirodromon Ellados (OSE) geleverde locomotieven werden in 2008 door Arriva teruggehaald om in de werkplaats in Neustrelitz te worden gereviseerd en opnieuw bij particuliere spoorwegbedrijven te worden ingezet.

## Constructie en techniek
De locomotief heeft een stalen frame. De tractie-installatie is uitgerust met twee dieselmotoren die ieder met een hydraulische overbrenging en cardanas een draaistel aandrijven. Een kleine stoomketel zorgt voor het verwarmen van de personenrijtuigen.

## Treindiensten
De treinen werden door de Deutsche Bundesbahn ingezet voor personenvervoer en goederenvervoer. De belangrijkste inzet was op de volgende trajecten:
- Allgäubahn tussen Kempten im Allgäu en Lindau
- Schwarzwaldbahn tussen Offenburg en Konstanz
- Vogelfluglinie tussen Hamburg en Puttgarden